# Фенілаланінгідроксилаза
Фенілаланінгідроксилаза (англ. Phenylalanine hydroxylase, PAH) — білок, який кодується геном PAH, розташованим у людей на короткому плечі 12-ї хромосоми. Довжина поліпептидного ланцюга білка становить 452 амінокислот, а молекулярна маса — 51 862.
| 10         |  | 20         |  | 30         |  | 40         |  | 50         |
| ---------- |  | ---------- |  | ---------- |  | ---------- |  | ---------- |
| MSTAVLENPG |  | LGRKLSDFGQ |  | ETSYIEDNCN |  | QNGAISLIFS |  | LKEEVGALAK |
| VLRLFEENDV |  | NLTHIESRPS |  | RLKKDEYEFF |  | THLDKRSLPA |  | LTNIIKILRH |
| DIGATVHELS |  | RDKKKDTVPW |  | FPRTIQELDR |  | FANQILSYGA |  | ELDADHPGFK |
| DPVYRARRKQ |  | FADIAYNYRH |  | GQPIPRVEYM |  | EEEKKTWGTV |  | FKTLKSLYKT |
| HACYEYNHIF |  | PLLEKYCGFH |  | EDNIPQLEDV |  | SQFLQTCTGF |  | RLRPVAGLLS |
| SRDFLGGLAF |  | RVFHCTQYIR |  | HGSKPMYTPE |  | PDICHELLGH |  | VPLFSDRSFA |
| QFSQEIGLAS |  | LGAPDEYIEK |  | LATIYWFTVE |  | FGLCKQGDSI |  | KAYGAGLLSS |
| FGELQYCLSE |  | KPKLLPLELE |  | KTAIQNYTVT |  | EFQPLYYVAE |  | SFNDAKEKVR |
| NFAATIPRPF |  | SVRYDPYTQR |  | IEVLDNTQQL |  | KILADSINSE |  | IGILCSALQK |
| IK         |  |            |  |            |  |            |  |            |

A: Аланін

C: Цистеїн

D: Аспарагінова кислота

E: Глутамінова кислота

F: Фенілаланін

G: Гліцин

H: Гістидин

I: Ізолейцин

K: Лізин

L: Лейцин

M: Метіонін

N: Аспарагін

P: Пролін

Q: Глутамін

R: Аргінін

S: Серин

T: Треонін

V: Валін

W: Триптофан

Кодований геном білок за функціями належить до оксидоредуктаз, фосфопротеїнів.
Білок має сайт для зв'язування з іоном заліза.
Фермент додає гідроксильну групу до молекули фенілаланіну, утворюючи іншу амінокислоту — тирозин. У випадку дефекту роботи ферменту розвивається захворювання фенілкетонурія, зазвичай спадкове.